# Le Donzeil
Le Donzeil település Franciaországban, Creuse megyében. Lakosainak száma 188 fő (2022. január 1.). Le Donzeil Ahun, Chamberaud, La Chapelle-Saint-Martial, Fransèches, Lépinas, Sous-Parsat, Saint-Georges-la-Pouge és Saint-Sulpice-les-Champs községekkel határos.
Az itt áthaladó római kori út mérföldkövébe Valerianus és Gallienus római császárok nevét vésték be. Ez a követ a III. századra datálja. A mérföldkövet 1929-ben nyilvánították műemlékké.

## Népesség
A település népességének változása: